# Armata della Virginia
L'Armata della Virginia fu organizzata come unità più importante dell'esercito dell'Unione e operò per breve periodo e senza conseguire successi nel 1862 nel corso della Guerra di secessione americana. Non deve essere confusa con la sua maggior antagonista: l'Armata Confederata della Virginia Settentrionale, comandata da Robert E. Lee.

## Storia
L'Armata della Virginia fu costituita il 26 giugno 1862, con Ordinanza Generale n. 103, riunendo quattro Dipartimenti esistenti e operativi in Virginia: il Dipartimento Montano del maggior generale John C. Frémont, il Dipartimento del Rappahannock del maggior generale Irvin McDowell, il Dipartimento dello Shenandoah del maggior generale Nathaniel Banks e la Brigata del generale di brigata Samuel D. Sturgis del Distretto Militare di Washington. Il maggior generale John Pope comandò il nuovo organismo che fu diviso in tre Corpi d'Armata di oltre 50.000 uomini. Tre Corpi d'Armata dell'Armata del Potomac del maggior generale George B. McClellan furono aggiunti in seguito per operazioni di combattimento.
I Corpi d'Armata di Banks dell'Armata della Virginia combatterono contro Stonewall Jackson nella Battaglia di Cedar Mountain, registrando un iniziale successo prima di essere sconfitti dal contrattacco confederato condotto da Ambrose P. Hill. L'intera Armata fu sonoramente sconfitta nella Seconda battaglia di Bull Run (o Seconda Manassas) da Jackson, Longstreet e Lee, e arretrò sulle linee difensive di Washington. Il 12 settembre 1862, le unità dell'Armata della Virginia furono fatte confluire dell'Armata del Potomac e l'Armata della Virginia non fu più ricostituita.

## Comandanti
- Maggior Generale John Pope (26 giugno–12 settembre)

## Maggiori battaglie e campagne
- Battaglia di Cedar Mountain — Pope (solo il II Corpo di Banks fu coinvolto nel combattimento)
- Seconda battaglia di Bull Run — Pope